# Liga das Nações da CONCACAF de 2023–24
A Liga das Nações da CONCACAF de 2023–24 foi a terceira edição do torneio envolvendo as principais seleções de futebol afiliadas à CONCACAF. A fase de grupos foi disputada entre 7 de setembro e 21 de novembro de 2023; as quartas de final, entre 16 e 21 de novembro de 2023; os playoffs para a Copa América de 2024 disputados em 23 de março de 2024; e a fase final entre 21 e 24 de março de 2024.

## Calendário
O calendário da organização da CONCACAF e os jogos da Liga das Nações da Concacaf 2023–24. As datas dos jogos da fase de grupos foram confirmadas em 6 de julho de 2023. 
| Fase             | Rodada                      | Datas                     |
| ---------------- | --------------------------- | ------------------------- |
| Fase de grupos   | Primeira rodada             | 7–9 de Setembro de 2023   |
| Fase de grupos   | Segunda rodada              | 10–12 de Setembro de 2023 |
| Fase de grupos   | Terceira rodada             | 12–14 de outubro de 2023  |
| Fase de grupos   | Quarta rodada               | 15–17 de outubro de 2023  |
| Fase de grupos   | Quinta rodada               | 16–18 de novembro de 2023 |
| Fase de grupos   | Sexta rodada                | 19–21 de novembro de 2023 |
| Quartas de final | Jogo de Ida                 | 16–18 de novembro de 2023 |
| Quartas de final | Jogo de Volta               | 20-21 de novembro de 2023 |
| Playoffs         | Jogo único                  | 23 de março de 2024       |
| Fase final       | Semifinais                  | 21–24 de março de 2024    |
| Fase final       | Disputa pelo terceiro lugar | 21–24 de março de 2024    |
| Fase final       | Final                       | 21–24 de março de 2024    |

## Seleções Classificadas
Todas as 41 seleções afiliadas a CONCACAF entrarão na competição.
| Aumento | Promovido na temporada anterior |

| Seleção           | Mud     |  |
| ----------------- | ------- |  |
| Canadá            |         |  |
| Costa Rica        |         |  |
| Cuba              | Aumento |  |
| Curaçau           |         |  |
| El Salvador       |         |  |
| Estados Unidos    |         |  |
| Granada           |         |  |
| Guatemala         | Aumento |  |
| Haiti             | Aumento |  |
| Honduras          |         |  |
| Jamaica           |         |  |
| Martinica         |         |  |
| México            |         |  |
| Panamá            |         |  |
| Suriname          |         |  |
| Trinidad e Tobago | Aumento |  |

| Seleção                  | Mud     |
| ------------------------ | ------- |
| Antígua e Barbuda        |         |
| Bahamas                  |         |
| Barbados                 |         |
| Belize                   |         |
| Bermudas                 |         |
| Guadalupe                |         |
| Guiana                   |         |
| Guiana Francesa          |         |
| Monserrate               |         |
| Nicarágua                |         |
| Porto Rico               | Aumento |
| República Dominicana     |         |
| Santa Lúcia              | Aumento |
| São Cristóvão e Neves    | Aumento |
| São Martinho Neerlandês  | Aumento |
| São Vicente e Granadinas |         |

| Seleção                  | Mud |
| ------------------------ | --- |
| Anguila                  |     |
| Aruba                    |     |
| Bonaire                  |     |
| Dominica                 |     |
| Ilhas Caimã              |     |
| Ilhas Virgens Americanas |     |
| Ilhas Virgens Britânicas |     |
| São Martinho Francês     |     |
| Turcas e Caicos          |     |

## Liga A

### Grupo A
| Pos | Equipe            | Pts | J | V | E | D | GP | GC | SG | Classificação ou descenso         |     | Panamá | Trindade e Tobago | Martinica | Guatemala | Curaçau | El Salvador |
| --- | ----------------- | --- | - | - | - | - | -- | -- | -- | --------------------------------- | --- | ------ | ----------------- | --------- | --------- | ------- | ----------- |
| 1   | Panamá            | 10  | 4 | 3 | 1 | 0 | 9  | 2  | +7 | Classificados as Quartas de Final |     | —      |                   | 3–0       | 3–0       |         |             |
| 2   | Trinidad e Tobago | 9   | 4 | 3 | 0 | 1 | 10 | 9  | +1 | Classificados as Quartas de Final |     |        | —                 |           | 3–2       | 1–0     |             |
| 3   | Martinica         | 7   | 4 | 2 | 1 | 1 | 2  | 3  | −1 |                                   |     |        |                   | —         |           | 1–0     | 1–0         |
| 4   | Guatemala         | 4   | 4 | 1 | 1 | 2 | 5  | 7  | −2 |                                   | 1–1 |        |                   | —         |           | 2–0     |             |
| 5   | Curaçau           | 3   | 4 | 1 | 0 | 3 | 6  | 7  | −1 | Rebaixados a Liga B               |     | 1–2    | 5–3               |           |           | —       |             |
| 6   | El Salvador       | 1   | 4 | 0 | 1 | 3 | 2  | 6  | −4 | Rebaixados a Liga B               |     |        | 2–3               | 0–0       |           |         | —           |

### Grupo B
| Pos | Equipe   | Pts | J | V | E | D | GP | GC | SG  | Classificação ou descenso         |  | Jamaica | Honduras | Suriname | Cuba | Haiti | Granada |
| --- | -------- | --- | - | - | - | - | -- | -- | --- | --------------------------------- |  | ------- | -------- | -------- | ---- | ----- | ------- |
| 1   | Jamaica  | 10  | 4 | 3 | 1 | 0 | 10 | 5  | +5  | Classificados as Quartas de Final |  | —       | 1–0      |          |      | 2–2   |         |
| 2   | Honduras | 7   | 4 | 2 | 1 | 1 | 8  | 1  | +7  | Classificados as Quartas de Final |  |         | —        |          | 4–0  |       | 4–0     |
| 3   | Suriname | 5   | 4 | 1 | 2 | 1 | 6  | 3  | +3  |                                   |  |         |          | —        |      | 1–1   | 4–0     |
| 4   | Cuba     | 5   | 4 | 1 | 2 | 1 | 1  | 0  | +1  |                                   |  | 0–0     | 1–0      | —        |      |       |         |
| 5   | Haiti    | 3   | 4 | 0 | 3 | 1 | 5  | 6  | −1  | Rebaixados a Liga B               |  | 2–3     |          |          | 0–0  | —     |         |
| 6   | Granada  | 1   | 4 | 0 | 1 | 3 | 2  | 13 | −11 | Rebaixados a Liga B               |  | 1–4     |          | 1–1      |      |       | —       |

### Quartas de Final
| Equipe 1       | Total       | Equipe 2          | 1.º jogo | 2.º jogo |
| -------------- | ----------- | ----------------- | -------- | -------- |
| Honduras       | 2–2 (2–4 p) | México            | 2–0      | 0–2      |
| Estados Unidos | 4–2         | Trinidad e Tobago | 3–0      | 1–2      |
| Jamaica        | 4–4 gf      | Canadá            | 1–2      | 3–2      |
| Costa Rica     | 1–6         | Panamá            | 0–3      | 1–3      |

### Jogos de ida
| 16 de novembro de 2023 | Estados Unidos                      | 3 – 0     | Trinidad e Tobago | Q2 Stadium Austin          |
| 20:00 (UTC−6)          | Pepi 82' · Robinson 86' · Reyna 89' | Relatório |                   | Árbitro: JAM Oshane Nation |

| 16 de novembro de 2023 | Costa Rica | 0 – 3     | Panamá                                 | Estádio Ricardo Saprissa San José |
| 21:00 (UTC−6)          |            | Relatório | Murilo 4' · Fajardo 29' · Waterman 60' | Árbitro: GUA Mário Escobar        |

| 17 de novembro de 2023 | Honduras                | 2 – 0     | México | Estádio Chelato Uclés Tegucigalpa |
| 20:00 (UTC−6)          | Lozano 30' · Róchez 72' | Relatório |        | Árbitro: CRC Juan Calderón        |

| 18 de novembro de 2023 | Jamaica       | 1 – 2     | Canadá                      | National Stadium Independence Kingston |
| 10:30 (UTC−5)          | Nicholson 56' | Relatório | David 45+1' · Eustáquio 85' | Árbitro: USA Tori Penso                |

### Jogos de volta
| 20 de novembro de 2023 | Trinidad e Tobago     | 2 – 1     | Estados Unidos | Estádio Hasely Crawford Port of Spain |
| 20:00 (UTC−4)          | Moore 43' · Jones 57' | Relatório | Robinson 25'   | Árbitro: GUA Walter López             |

| 20 de novembro de 2023 | Panamá                                           | 3 – 1     | Costa Rica    | Estádio Rommel Fernández Panamá |
| 21:00 (UTC−5)          | Fajardo 20' · Rodríguez 23' · Bárcenas 43' (pen) | Relatório | Francisco 51' | Árbitro: HON Said Martínez      |

| 21 de novembro de 2023 | Canadá                | 2 – 3     | Jamaica                              | BMO Field Toronto        |
| 19:30 (UTC−5)          | Davies 25' · Koné 69' | Relatório | Nicholson 62', 66' · Bobby 78' (pen) | Árbitro: MEX César Ramos |

| 21 de novembro de 2023 | México                      | 2 – 0 (pro) | Honduras | Estádio Azteca México    |
| 20:30 (UTC−6)          | Chávez 43' · Álvarez 90+11' | Relatório   |          | Árbitro: SLV Iván Barton |

|                               |       | Penalidades              |  |
| Giménez Vásquez Pineda Huerta | 4 – 2 | Róchez Acosta Elis Najar |  |

### Playoffs
| Equipe 1   | Resultado | Equipe 2           |
| ---------- | --------- | ------------------ |
| Canadá     | 2–0       | Trinidade e Tobago |
| Costa Rica | 3–1       | Honduras           |

| 23 de março de 2024 | Canadá                      | 2 – 0     | Trinidad e Tobago | Toyota Stadium Frisco    |
| 15:00 (UTC−5)       | Larin 61' Shaffelburg 90+1' | Relatório |                   | Árbitro: MEX Marco Ortiz |

| 23 de março de 2024 | Costa Rica                              | 3 – 1     | Honduras     | Toyota Stadium Frisco      |
| 18:15 (UTC−5)       | Orlando 12' · Madrigal 56' · Brenes 62' | Relatório | Chirinos 10' | Árbitro: USA Ismail Elfath |

### Chaveamento
|  | Semifinais              | Semifinais     |                             |   | Final | Final |
|  |                         |                |                             |   |       |       |
|  | 21 de março – Arlington |                |                             |   |       |       |
|  |                         |                |                             |   |       |       |
|  | Panamá                  | 0              |                             |   |       |       |
|  | Panamá                  | 0              | 24 de março – Arlington     |   |       |       |
|  | México                  | 3              |                             |   |       |       |
|  | México                  | 3              | México                      | 0 |       |       |
|  | 21 de março – Arlington |                | México                      | 0 |       |       |
|  |                         | Estados Unidos | 2                           |   |       |       |
|  | Estados Unidos          | Estados Unidos | 2                           | 3 |       |       |
|  | Estados Unidos          |                |                             | 3 |       |       |
|  | Jamaica                 | 1              |                             |   |       |       |
|  | Jamaica                 | 1              | Disputa pelo terceiro lugar |   |       |       |
|  |                         |                |                             |   |       |       |
|  | 24 de março – Arlington |                |                             |   |       |       |
|  |                         |                |                             |   |       |       |
|  | Panamá                  | 0              |                             |   |       |       |
|  | Panamá                  | 0              |                             |   |       |       |
|  | Jamaica                 | 1              |                             |   |       |       |

### Semifinais
| 21 de março de 2024 | Estados Unidos                        | 3 – 1 (pro) | Jamaica  | AT&T Stadium Arlington    |
| 18:00 (UTC−5)       | Burke 90+6' (g.c.) · Wright 96', 109' | Relatório   | Leigh 1' | Árbitro: HON Selvin Brown |

| 21 de março de 2024 | Panamá | 0 – 3     | México                                  | AT&T Stadium Arlington    |
| 21:15 (UTC−5)       |        | Relatório | Álvarez 40' · Quiñones 43' · Pineda 67' | Árbitro: GUA Walter López |

### Disputa pelo terceiro lugar
| 24 de março de 2024 | Panamá | 0 – 1     | Jamaica       | AT&T Stadium Arlington  |
| 17:00 (UTC−5)       |        | Relatório | Lembikisa 41' | Árbitro: USA Tori Penso |

### Final
| 24 de março de 2024 | México | 0 – 2     | Estados Unidos        | AT&T Stadium Arlington    |
| 20:15 (UTC−5)       |        | Relatório | Adams 45' · Reyna 63' | Árbitro: CAN Drew Fischer |

### Campeão
| Liga das Nações da Concacaf 2023-24 |
| Estados Unidos                      |
| ----------------------------------- |
| Estados Unidos Campeão (3º título)  |

## Liga B

### Grupo A
| Pos | Equipe                  | Pts | J | V | E | D | GP | GC | SG  | Classificação ou descenso |     | Guadalupe | Santa Lúcia | São Martinho (Antilhas Neerlandesas) | São Cristóvão e Neves |
| --- | ----------------------- | --- | - | - | - | - | -- | -- | --- | ------------------------- | --- | --------- | ----------- | ------------------------------------ | --------------------- |
| 1   | Guadalupe               | 15  | 6 | 5 | 0 | 1 | 16 | 3  | +13 | Promovidos a Liga A       |     | —         | 2–0         | 4–0                                  | 5–0                   |
| 2   | Santa Lúcia             | 10  | 6 | 3 | 1 | 2 | 10 | 6  | +4  |                           |     | 2–1       | —           | 1–2                                  | 2–0                   |
| 3   | São Martinho Neerlandês | 6   | 6 | 2 | 0 | 4 | 6  | 15 | −9  |                           | 0–2 | 1–5       | —           | 2–3                                  |                       |
| 4   | São Cristóvão e Neves   | 4   | 6 | 1 | 1 | 4 | 4  | 12 | −8  | Rebaixados a Liga C       |     | 1–2       | 0–0         | 0–1                                  | —                     |

### Grupo B
| Pos | Equipe               | Pts | J | V | E | D | GP | GC | SG  | Classificação ou descenso |     | Nicarágua | República Dominicana | Monserrate (ilha) | Barbados |
| --- | -------------------- | --- | - | - | - | - | -- | -- | --- | ------------------------- | --- | --------- | -------------------- | ----------------- | -------- |
| 1   | Nicarágua            | 16  | 6 | 5 | 1 | 0 | 17 | 1  | +16 | Promovidos a Liga A       |     | —         | 0–0                  | 3–0               | 5–1      |
| 2   | República Dominicana | 10  | 6 | 3 | 1 | 2 | 14 | 6  | +8  |                           |     | 0–2       | —                    | 3–0               | 5–2      |
| 3   | Monserrate           | 9   | 6 | 3 | 0 | 3 | 9  | 14 | −5  |                           | 0–3 | 2–1       | —                    | 4–2               |          |
| 4   | Barbados             | 0   | 6 | 0 | 0 | 6 | 7  | 26 | −19 | Rebaixados a Liga C       |     | 0–4       | 0–5                  | 2–3               | —        |

### Grupo C
| Pos | Equipe                   | Pts | J | V | E | D | GP | GC | SG | Classificação ou descenso |     | Guiana Francesa | São Vicente e Granadinas | Bermudas | Belize |
| --- | ------------------------ | --- | - | - | - | - | -- | -- | -- | ------------------------- | --- | --------------- | ------------------------ | -------- | ------ |
| 1   | Guiana Francesa          | 10  | 6 | 3 | 1 | 2 | 10 | 6  | +4 | Promovidos a Liga A       |     | —               | 3–2                      | 3–0      | 0–2    |
| 2   | São Vicente e Granadinas | 9   | 6 | 3 | 0 | 3 | 13 | 14 | −1 |                           |     | 1–4             | —                        | 4–3      | 3–0    |
| 3   | Bermudas                 | 8   | 6 | 2 | 2 | 2 | 8  | 9  | −1 |                           | 0–0 | 3–1             | —                        | 1–1      |        |
| 4   | Belize                   | 7   | 6 | 2 | 1 | 3 | 5  | 7  | −2 | Rebaixados a Liga C       |     | 1–0             | 1–2                      | 0–1      | —      |

### Grupo D
| Pos | Equipe            | Pts | J | V | E | D | GP | GC | SG  | Classificação ou descenso |     | Guiana | Porto Rico | Antígua e Barbuda | Bahamas |
| --- | ----------------- | --- | - | - | - | - | -- | -- | --- | ------------------------- | --- | ------ | ---------- | ----------------- | ------- |
| 1   | Guiana            | 15  | 5 | 5 | 0 | 0 | 20 | 5  | +15 | Promovidos a Liga A       |     | —      | 1–3        | 6–0               | 3–2     |
| 2   | Porto Rico        | 12  | 6 | 4 | 0 | 2 | 22 | 10 | +12 |                           |     | 1–3    | —          | 5–0               | 6–1     |
| 3   | Antígua e Barbuda | 4   | 6 | 1 | 1 | 4 | 9  | 22 | −13 |                           | 1–5 | 2–3    | —          | 2–2               |         |
| 4   | Bahamas           | 1   | 5 | 0 | 1 | 4 | 7  | 21 | −14 | Rebaixados a Liga C       |     |        | 1–6        | 1–4               | —       |

## Liga C

### Grupo A
| Pos | Equipe               | Pts | J | V | E | D | GP | GC | SG  | Promovido           |  | São Martinho (França) | Bonaire | Anguila |
| --- | -------------------- | --- | - | - | - | - | -- | -- | --- | ------------------- |  | --------------------- | ------- | ------- |
| 1   | São Martinho Francês | 12  | 4 | 4 | 0 | 0 | 20 | 1  | +19 | Promovidos a Liga B |  | —                     | 2–1     | 8–0     |
| 2   | Bonaire              | 6   | 4 | 2 | 0 | 2 | 6  | 6  | 0   | Promovidos a Liga B |  | 0–4                   | —       | 2–0     |
| 3   | Anguila              | 0   | 4 | 0 | 0 | 4 | 0  | 19 | −19 |                     |  | 0–6                   | 0–3     | —       |

### Grupo B
| Pos | Equipe                   | Pts | J | V | E | D | GP | GC | SG  | Promovido           |     | Aruba | Ilhas Cayman | Ilhas Virgens Americanas |
| --- | ------------------------ | --- | - | - | - | - | -- | -- | --- | ------------------- | --- | ----- | ------------ | ------------------------ |
| 1   | Aruba                    | 12  | 4 | 4 | 0 | 0 | 14 | 4  | +10 | Promovidos a Liga B |     | —     | 5–1          | 3–1                      |
| 2   | Ilhas Caimã              | 4   | 4 | 1 | 1 | 2 | 6  | 10 | −4  |                     |     | 1–2   | —            | 2–1                      |
| 3   | Ilhas Virgens Americanas | 1   | 4 | 0 | 1 | 3 | 5  | 11 | −6  |                     | 1–4 | 2–2   | —            |                          |

### Grupo C
| Pos | Equipe                   | Pts | J | V | E | D | GP | GC | SG | Promovido           |     | Dominica | Ilhas Virgens Britânicas | Turcas e Caicos |
| --- | ------------------------ | --- | - | - | - | - | -- | -- | -- | ------------------- | --- | -------- | ------------------------ | --------------- |
| 1   | Dominica                 | 10  | 4 | 3 | 1 | 0 | 8  | 2  | +6 | Promovidos a Liga B |     | —        | 1–1                      | 2–0             |
| 2   | Ilhas Virgens Britânicas | 5   | 4 | 1 | 2 | 1 | 7  | 6  | +1 |                     |     | 1–2      | —                        | 3–1             |
| 3   | Turcas e Caicos          | 1   | 4 | 0 | 1 | 3 | 3  | 10 | −7 |                     | 0–3 | 2–2      | —                        |                 |

## Classificação geral

### Liga A
| Pos | Equipe            | Pts | J | V | E | D | GP | GC | SG  | Classificação ou descenso        |
| --- | ----------------- | --- | - | - | - | - | -- | -- | --- | -------------------------------- |
| 1   | Estados Unidos    | 9   | 4 | 3 | 0 | 1 | 9  | 3  | +6  | Copa América de 2024             |
| 2   | México            | 6   | 4 | 2 | 0 | 2 | 5  | 4  | +1  | Copa América de 2024             |
| 3   | Jamaica           | 16  | 8 | 5 | 1 | 2 | 16 | 12 | +4  | Copa América de 2024             |
| 4   | Panamá            | 16  | 8 | 5 | 1 | 2 | 15 | 7  | +8  | Copa América de 2024             |
| 5   | Canadá            | 6   | 3 | 2 | 0 | 1 | 6  | 4  | +2  | Copa América de 2024             |
| 6   | Costa Rica        | 3   | 3 | 1 | 0 | 2 | 4  | 7  | −3  | Copa América de 2024             |
| 7   | Trinidad e Tobago | 12  | 7 | 4 | 0 | 3 | 12 | 15 | −3  |                                  |
| 8   | Honduras          | 10  | 7 | 3 | 1 | 3 | 11 | 6  | +5  |                                  |
| 9   | Martinica         | 7   | 4 | 2 | 1 | 1 | 2  | 3  | −1  |                                  |
| 10  | Suriname          | 5   | 4 | 1 | 2 | 1 | 6  | 3  | +3  |                                  |
| 11  | Cuba              | 5   | 4 | 1 | 2 | 1 | 1  | 4  | −3  |                                  |
| 12  | Guatemala         | 4   | 4 | 1 | 1 | 2 | 5  | 2  | +3  |                                  |
| 13  | Curaçau           | 3   | 4 | 1 | 0 | 3 | 6  | 7  | −1  | Rebaixados para a Liga B 2024–25 |
| 14  | Haiti             | 3   | 4 | 0 | 3 | 1 | 5  | 6  | −1  | Rebaixados para a Liga B 2024–25 |
| 15  | El Salvador       | 1   | 4 | 0 | 1 | 3 | 2  | 6  | −4  | Rebaixados para a Liga B 2024–25 |
| 16  | Granada           | 1   | 4 | 0 | 1 | 3 | 2  | 13 | −11 | Rebaixados para a Liga B 2024–25 |

1. 1 2 3 4  seleções pré-semeadas Canadá,Costa Rica, Estados Unidos e México estrearam nas quartas de final não participaram da fase inicial por conta do ranking da CONCACAF.

### Liga B
| Pos | Equipe                   | Pts | J | V | E | D | GP | GC | SG  | Promovido ou rebaixado           |
| --- | ------------------------ | --- | - | - | - | - | -- | -- | --- | -------------------------------- |
| 1   | Nicarágua                | 16  | 6 | 5 | 1 | 0 | 17 | 1  | +16 | Promovidos à Liga A 2024–25      |
| 2   | Guiana                   | 15  | 5 | 5 | 0 | 0 | 20 | 5  | +15 | Promovidos à Liga A 2024–25      |
| 3   | Guadalupe                | 15  | 6 | 5 | 0 | 1 | 16 | 3  | +13 | Promovidos à Liga A 2024–25      |
| 4   | Guiana Francesa          | 10  | 6 | 3 | 1 | 2 | 10 | 6  | +4  | Promovidos à Liga A 2024–25      |
| 5   | Porto Rico               | 12  | 6 | 4 | 0 | 2 | 22 | 10 | +12 |                                  |
| 6   | República Dominicana     | 10  | 6 | 3 | 1 | 2 | 14 | 6  | +8  |                                  |
| 7   | Santa Lúcia              | 10  | 6 | 3 | 1 | 2 | 10 | 6  | +4  |                                  |
| 8   | São Vicente e Granadinas | 9   | 6 | 3 | 0 | 3 | 13 | 14 | −1  |                                  |
| 9   | Monserrate               | 9   | 6 | 3 | 0 | 3 | 9  | 14 | −5  |                                  |
| 10  | Bermudas                 | 8   | 6 | 2 | 2 | 2 | 8  | 9  | −1  |                                  |
| 11  | São Martinho Neerlandês  | 6   | 6 | 2 | 0 | 4 | 6  | 15 | −9  |                                  |
| 12  | Antígua e Barbuda        | 4   | 6 | 1 | 1 | 4 | 9  | 22 | −13 |                                  |
| 13  | Belize                   | 7   | 6 | 2 | 1 | 3 | 5  | 7  | −2  | Rebaixados para a Liga C 2024–25 |
| 14  | São Cristóvão e Neves    | 4   | 6 | 1 | 1 | 4 | 4  | 12 | −8  | Rebaixados para a Liga C 2024–25 |
| 15  | Bahamas                  | 1   | 5 | 0 | 1 | 4 | 7  | 21 | −14 | Rebaixados para a Liga C 2024–25 |
| 16  | Barbados                 | 0   | 6 | 0 | 0 | 6 | 7  | 26 | −19 | Rebaixados para a Liga C 2024–25 |

1. 1 2  A partida entre Bahamas e Guiana foi adiada no dia 19 de novembro às 19h por conta de vários dias de condições climáticas adversas e foi oficialmente cancelada pela Concacaf.

### Liga C
| Pos | Equipe                   | Pts | J | V | E | D | GP | GC | SG  | Promovido                   |
| --- | ------------------------ | --- | - | - | - | - | -- | -- | --- | --------------------------- |
| 1   | São Martinho Francês     | 12  | 4 | 4 | 0 | 0 | 20 | 1  | +19 | Promovidos á Liga B 2024–25 |
| 2   | Aruba                    | 12  | 4 | 4 | 0 | 0 | 14 | 4  | +10 | Promovidos á Liga B 2024–25 |
| 3   | Dominica                 | 10  | 4 | 3 | 1 | 0 | 8  | 2  | +6  | Promovidos á Liga B 2024–25 |
| 4   | Bonaire                  | 6   | 4 | 2 | 0 | 2 | 6  | 6  | 0   | Promovidos á Liga B 2024–25 |
| 5   | Ilhas Virgens Britânicas | 5   | 4 | 1 | 2 | 1 | 7  | 6  | +1  |                             |
| 6   | Ilhas Caimã              | 4   | 4 | 1 | 1 | 2 | 6  | 10 | −4  |                             |
| 7   | Ilhas Virgens Americanas | 1   | 4 | 0 | 1 | 3 | 5  | 11 | −6  |                             |
| 8   | Turcas e Caicos          | 1   | 4 | 0 | 1 | 3 | 3  | 10 | −7  |                             |
| 9   | Anguila                  | 0   | 4 | 0 | 0 | 4 | 0  | 19 | −19 |                             |